# 다 크루
다 크루(Da Crew)는 Seven과 Saatan으로 이루어진 대한민국의 힙합 듀오이다. 현재는 해체한 상태이며, Saatan만이 Artisan Beats라는 이름으로 계속 음악 활동을 하고 있다.

## 역사
이미 팀 결성 전부터 안면을 익히고 있었던 Saatan과 Seven은 둘 다 미국에서 거주하다가 1997년 귀국, 의기투합하여 팀을 결성하였다. 처음 둘은 가요 기획사에서 4인조 팀으로 데뷔를 준비하였으나 음악적으로 맞지 않음을 느끼고 회사에서 나왔으며, 흑인 음악 잡지 "Sub"에서 본 기사를 바탕으로 MP을 알게 되어 공개 오디션을 보고 합격, 1998년 2월부터 클럽 MP 전속 공연 팀으로 활동하게 된다. 이들은 처음엔 직설적이면서, 보통 랩의 3~4배에 달하는 길이의 가사로 일명 "암기 랩"이라는 랩으로 인상을 남겼으며, 더불어 세계 최초의 힙합곡인 Rapper's Delight를 자신들의 스타일로 리메이크하여 활동하기도 하였다. 이후 용가리 등의 곡으로 인기를 끌어 초기 한국 힙합씬의 대표자로 자리매김한 이들은 데모테입 〈Crewcified〉를 소량 발매하기도 했다.
1999년 초 Seven의 미국 여행으로 3개월간 활동을 중단했다가 복귀한 Da Crew는, 이후부터 스크래칭 등 기타 힙합적 요소를 병행하였다. 또 이전부터 만들어져있던 가라사대라는 모임을 통해, 가리온과 Seven이 373 Project라는 프로젝트 팀을 조직하기도 하였다. 373 Project는 오랜 활동은 하지 않았으나, "옛이야기" 등의 대표곡을 남겼다.
2000년 발표한 앨범에서 그들은 더욱 성숙한 음악스타일로 "동양적인 비트와 시니컬하면서도 직접적인 삶을 투영한 가사"라는 평을 받았으며, 이는 그들의 음악적 성향을 대표하는 하나의 특징으로 자리잡게 되었다. 또 이때부터는, 서로간의 랩 스타일의 차이 등의 이유로 래퍼였던 Saatan이 점차 프로듀서로 활동을 시작, 웅장한 비트로 호평을 받았으며 그의 음악적 역량은 2002년 발표된 싱글 〈Coma〉에서 더욱 발휘되었다.
Da Crew는 클럽 MP가 문을 닫은 이후 가라사대의 CEO로써 음악인보다는 경영 쪽으로 활동을 더 하였으며, Saatan의 경우는 가라사대 내외의 아티스트들에게 계속 비트를 제작하여 공급하였다. 그러나 2005년 Saatan이 이제 경영보다는 음악을 하고 싶다는 이유로 가라사대에서 탈퇴하였으며, Da Crew는 해체는 아니지만 활동은 당분간 하지 않을 것을 내비쳐 팬들의 아쉬움을 샀다. Da Crew는 끝내 다시 모습을 보이지 않았고 2007년 12월, MP 10주년 공연의 무대에 선 Saatan이 뒤늦은 공식 해체 선언을 하여 역사 속의 그룹이 되었다.

## 대표곡
- 용가리
- 갈등극
- 파수꾼
- City of Soul
- 취생몽사
- Genuine Pace 진일보

## 디스코그래피
- 1998년 8월 Crewcified 데모테입
- 2000년 12월 12일 City of Soul LP
- 2002년 3월 12일 Coma 싱글

## 다른 이름
- Saatan은 데뷔 초기 Maddman이란 이름을 사용하였다. 이 이름은 데모테입 〈Crewcified〉에서 확인할 수 있으나 이후에는 다시 사용되지 않았다. Da Crew 해체 후 Saatan은 Artisan Beats라는 이름으로 개명하였다.
- Seven은 데뷔 초기 Gingis란 이름을 사용하였으며, 이 역시 데모테입에서만 확인 가능하다. 때때로 Seven X란 이름을 사용하기도 하였다.

## 근황
토니안의 앨범에 참여한 이후로 음악 활동을 보이지 않은 Seven은 현재 미국에 거주 중이며, Saatan은 Artisan Beats라는 이름을 새로 짓고 Minos와 프로젝트 듀오를 결성하는 등 여러 앨범에 참여하며 솔로 프로듀서로 활동을 이어나갔다.